# Glen Etive

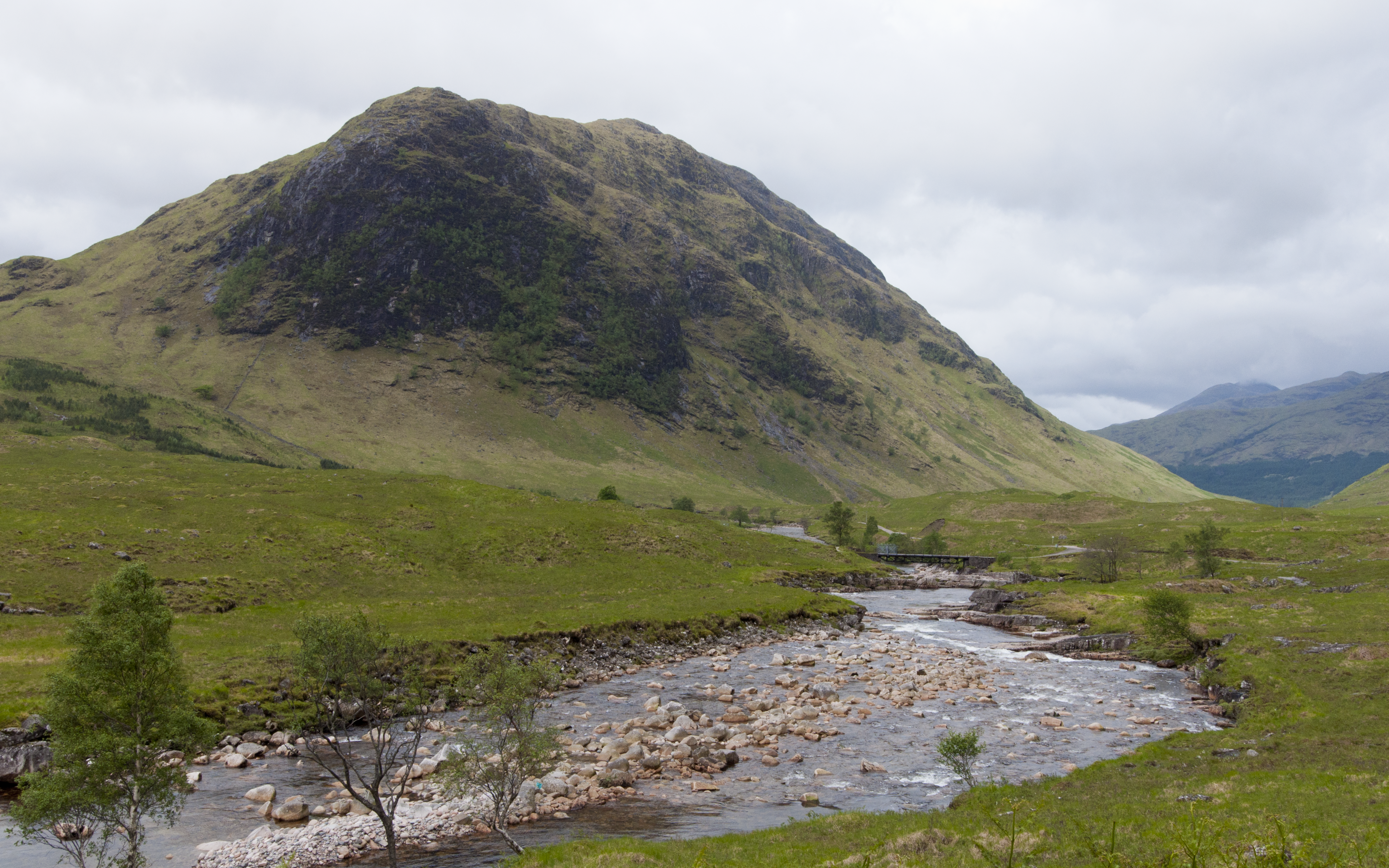
Glen Etive met de rivier Etive en Beinn Ceitlein

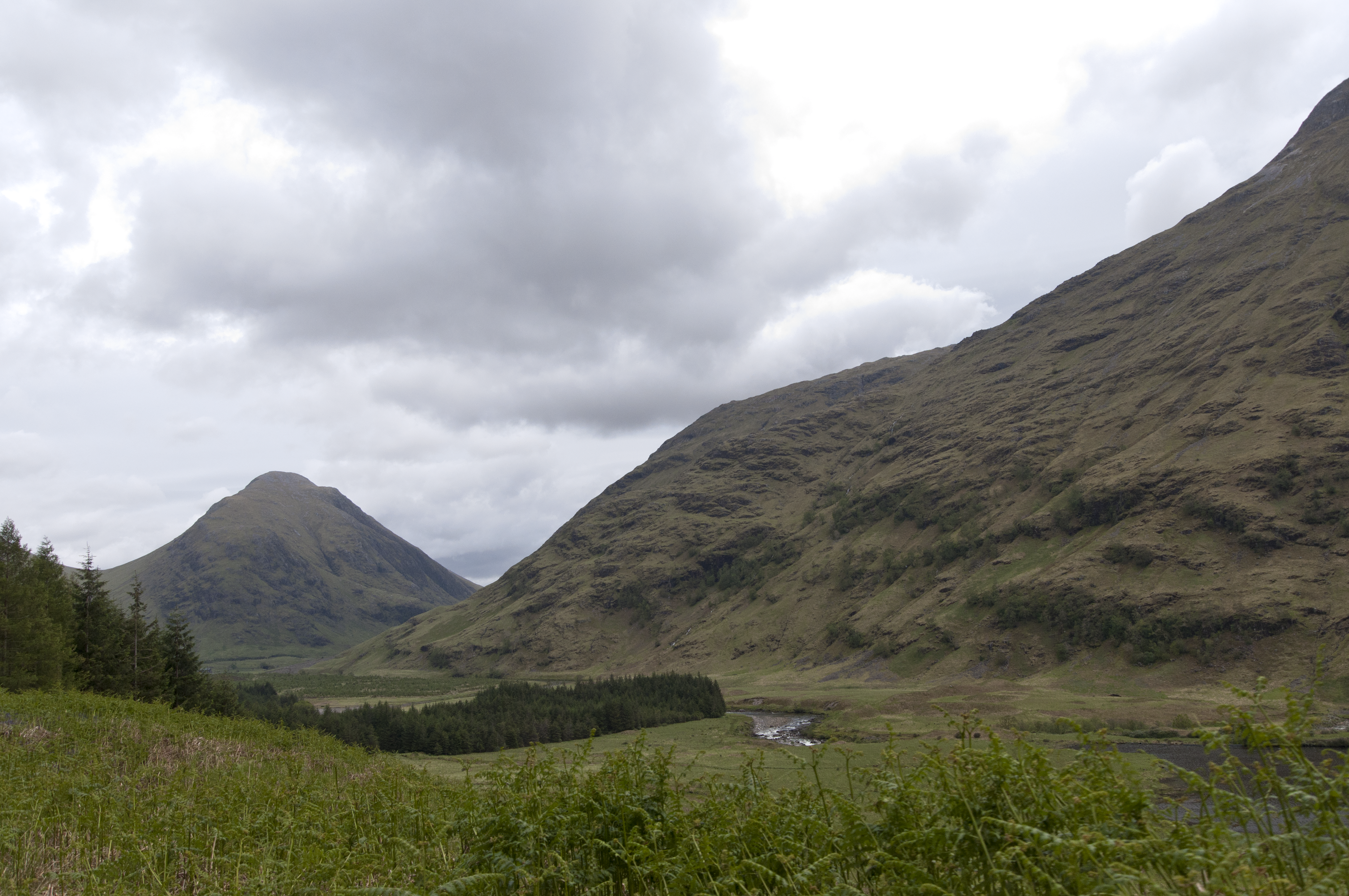
Buachaille Etive Mòr (links) vanaf Glen Etive

Glen Etive is een vallei in de Schotse Hooglanden. Glen Etive ontleent zijn naam aan de rivier Etive die ontspringt in het noordelijker gelegen Rannoch Moor.
Beinn Ceitlein met zijn spits Stob Dubh ligt aan de oostelijke zijde van de weg en is 883 m hoog.
Aan de noordelijke zijde van Glen Etive liggen twee heuvels: de Buachaille Etive Mòr en de Buachaille Etive Beag. De vallei is bereikbaar via een single track road vanaf de A82 ter hoogte van Kingshouse Hotel. De weg eindigt na ongeveer 18 km, als hij Loch Etive bereikt, bij de mobiele pier in Gualachulein. Tot in de 18e eeuw liep de weg tot Taynuilt.

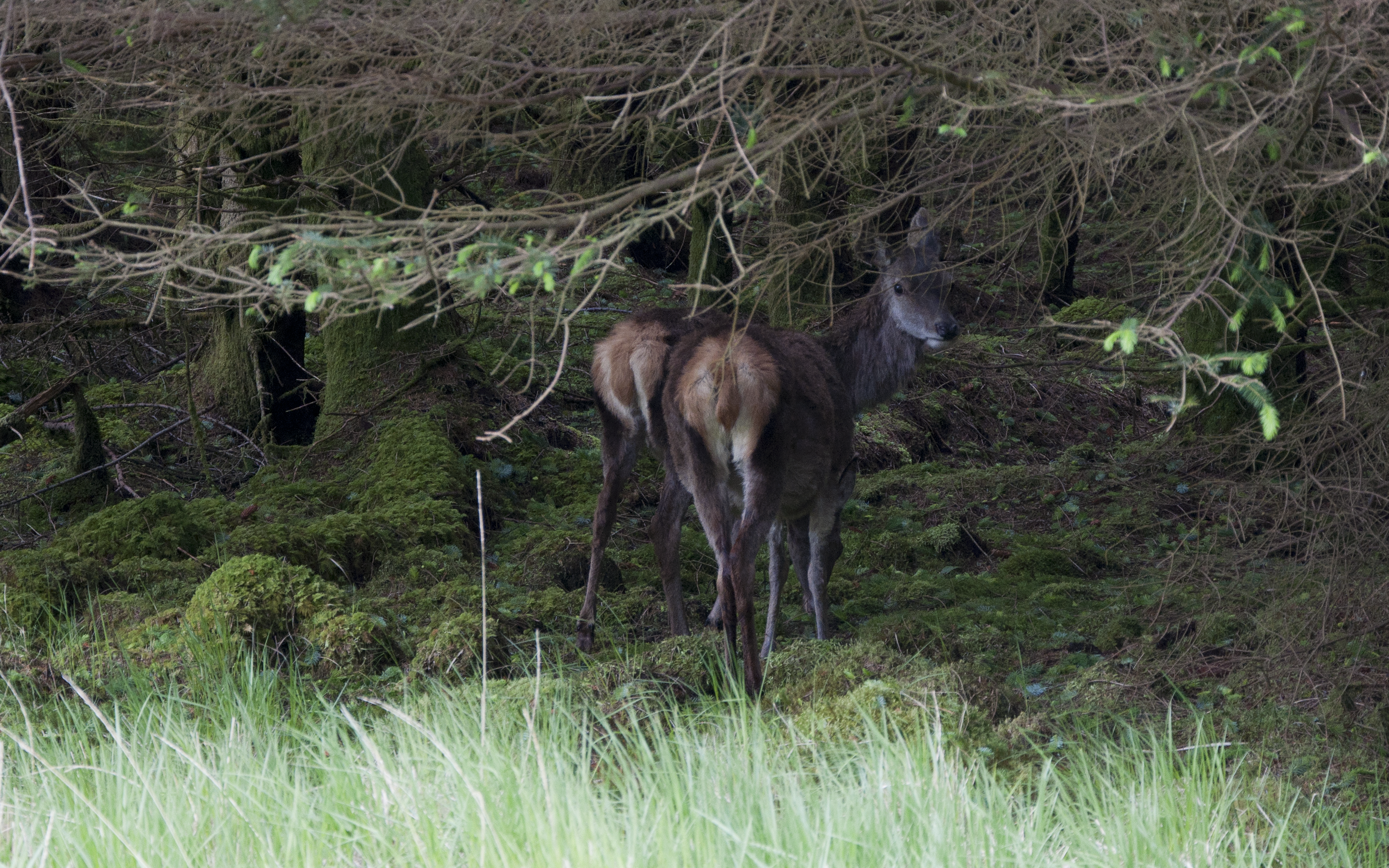
Herten in Glen Etive